# Jan Bártů
Jan Bártů (Praga, 16 de janeiro de 1955) é um ex-pentatleta checo medalhista olímpico . 

## Carreira
Jan Bártů representou seu país nos Jogos Olímpicos de 1976 e 1980, na qual conquistou a medalha de prata, no pentatlo moderno por equipes e bronze no individual em 1976. 